# Pfeifhasen
Pfeifhasen (Ochotona), manchmal auch Pikas genannt, ist die einzige heute noch vertretene Gattung der Familie der Pfeifhasen (Ochotonidae) aus der Ordnung der Hasenartigen (Lagomorpha). Sie besteht aus rund 30 lebenden Arten. Ihren Namen erhielten die Tiere wegen der hohen Töne, die sie als Warn- und Erkennungssignal von sich geben. Pikas sind über weite Teile der Nordhalbkugel vor allem in kälteren Gebieten und in Gebirgsregionen verbreitet. Die meistens tagaktiven Tiere leben teilweise in Kolonien und ernähren sich ausschließlich von Pflanzen.

## Merkmale

### Allgemeine Merkmale
Obwohl die Pfeifhasen die nächsten Verwandten der Hasen sind, unterscheiden sie sich von diesen äußerlich sehr deutlich. Sie sind vergleichsweise klein und erreichen je nach Art eine Körperlänge von 13 bis 30 Zentimetern, im Durchschnitt etwa 20 Zentimeter. Der Körper ist gedrungen und eiförmig, dabei sind die Arten sehr ähnlich und homogen gebaut. Der Kopf ist rundlich, die Ohren sind in der Regel und vor allem im Vergleich zu den Hasen klein und rund bis oval. Die Beine sind relativ kurz, wobei die hinteren Gliedmaßen etwas länger als die vorderen sind. Die Vorderfüße besitzen jeweils fünf Zehen, die Hinterfüße jeweils vier Zehen. Das dichte und weiche Fell ist meistens graubraun, sandgelb oder rötlich braun gefärbt, wobei die Oberseite häufig etwas dunkler als die Unterseite ist; sie kann jedoch auch deutlich heller oder weiß sein. Bei einigen Arten kommt Melanismus vor, bei diesen gibt es entsprechend vollständig schwarze Individuen. Der Schwanz ist sehr kurz und nicht sichtbar, da er unter einem Hautlappen verborgen ist.

### Merkmale des Schädels
| 2 | · | 0 | · | 3 | · | 2 | = 26 |
| 1 | · | 0 | · | 2 | · | 3 | = 26 |

Der Schädel der Pfeifhasen ist länglich und im Vergleich zu den meisten Hasen deutlich kleiner. Die Seiten der Stirnbeine besitzen keinen Processus supraorbitalis und an den Seiten der Nasenbeine befindet sich ein großes Schädelfenster. Innerhalb der Arten stellt die Ausbildung der Öffnungen des Gaumens ein wichtiges Unterscheidungsmerkmal dar: Bei einigen Arten sind die Schneidezahnfenster mit dem Gaumenfenster verschmolzen und bilden entsprechend ein einziges, in der Regel birnenförmiges Fenster.
Die Tiere der Gattung besitzen im Oberkiefer jeweils zwei Schneidezähne (Incisivi) gefolgt von einer längeren Zahnlücke (Diastema) sowie von drei Vorbackenzähnen (Praemolares) und von zwei Backenzähnen (Molares). Im Unterkieferast sind nur ein Schneidezahn sowie nur zwei Prämolaren vorhanden, dafür drei Molares. Insgesamt besitzen die Tiere also 26 Zähne.

## Verbreitung
Pfeifhasen sind in Asien sowie mit zwei Arten im westlichen Nordamerika verbreitet. In Asien reicht ihr Verbreitungsgebiet von der Wolga über Zentralasien bis Sibirien und Hokkaidō, eingeschlossen die Mongolei, das westliche China, und die Himalaya-Region. Die beiden amerikanischen Arten leben in Nordamerika vom östlichen Alaska bis in die nordwestlichen Vereinigten Staaten.
Paläontologisch sind Pfeifhasen auch in Europa nachgewiesen. Der Steppenpfeifhase (Ochotona pusilla) kam in historischer Zeit bis in die Ukraine vor, über fossile Funde ist die Art bis auf die Iberische Halbinsel und Großbritannien nachgewiesen.

## Lebensweise
Pfeifhasen sind vorwiegend in gemäßigten und kühleren Klimaregionen anzutreffen. Ihr Lebensraum umfasst sowohl Steppen und offene Grasländer als auch gebirgige Regionen bis 6000 Meter Seehöhe, wo sie vor allem in Geröllhalden und zerklüftetem Gelände zu finden sind. Sie sind vorwiegend dämmerungsaktiv, sind aber auch tagsüber zu sehen. Obwohl etliche Arten in kalten Gegenden leben, halten sie keinen Winterschlaf.
Vertreter der Art Ochotona curzoniae können Kälteperioden bis zu −30 °C überstehen, indem sie ihren täglichen Energieverbrauch, ohne in einen Winterschlaf zu verfallen, um bis zu 30 % drosseln. Dies geschieht durch schilddrüsenvermittelte Reduktion der Körpertemperatur und körperlichen Aktivität. Durch eine weitere, hier erstmals beobachtete Methode erreichen sie eine zusätzliche Einsparung von Energie: In Gegenwart von domestizierten Yaks fressen sie deren Kot. Sie gleichen damit ihre eigene Darmflora an diejenige der Yaks an, die an die Wetterbedingungen optimal adaptiert sind und können somit auch in Anwesenheit ihrer großen Nahrungskonkurrenten gut überleben.
Während die steppenbewohnenden Arten oft in großen Gruppen zusammenleben und Erdbaue graben, sind die gebirgsbewohnenden Arten eher einzelgängerisch. Sie markieren ihr Territorium mit Kot oder Drüsensekret und verteidigen es vehement gegen Artgenossen.

### Ernährung

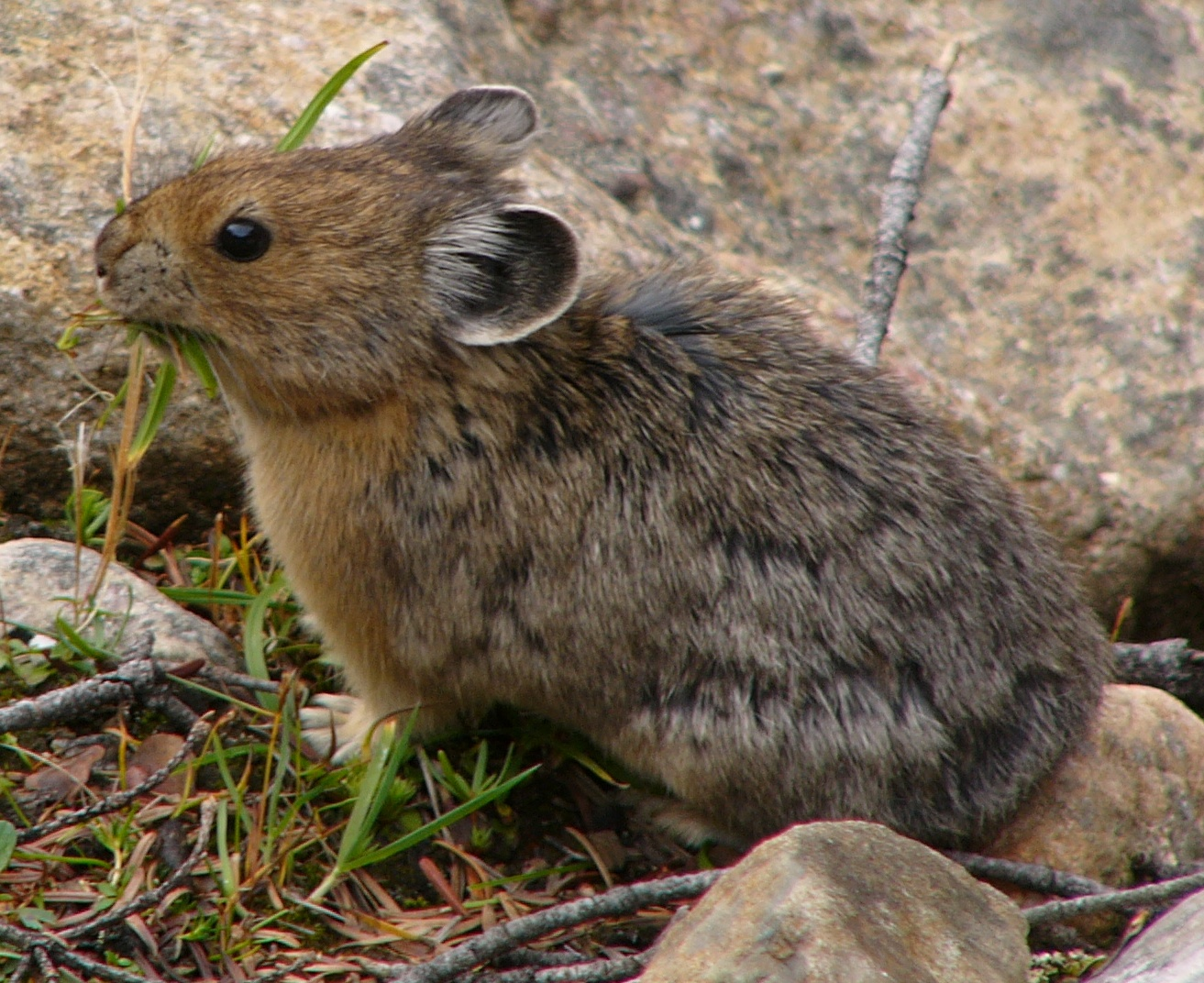
Pika in den kanadischen Rocky Mountains beim Grasfressen

Die Nahrung der Pfeifhasen besteht vorwiegend aus Gräsern, Kräutern und Pflanzenstängeln. Für die nahrungsarmen Winter legen sie Nahrungsvorräte aus Heu an. Dazu beißen sie Gräser knapp oberhalb der Wurzel ab, lassen sie manchmal in der Sonne trocknen und bringen sie dann in ihre Baue. Ein Lager eines einzelnen Tieres kann bis zu sechs Kilogramm Heu umfassen.

### Fortpflanzung
Ähnlich wie die Hasen sind Pfeifhasen durch eine hohe Fruchtbarkeitsrate gekennzeichnet. Zwei- oder dreimal oder auch öfter im Jahr bringt das Weibchen bis zu zwölf Jungtiere zur Welt. Neugeborene sind nackt und hilflos, wachsen aber sehr schnell. Sie werden nach drei bis vier Wochen entwöhnt und erreichen die Geschlechtsreife oft schon im ersten Lebensjahr.

## Systematik

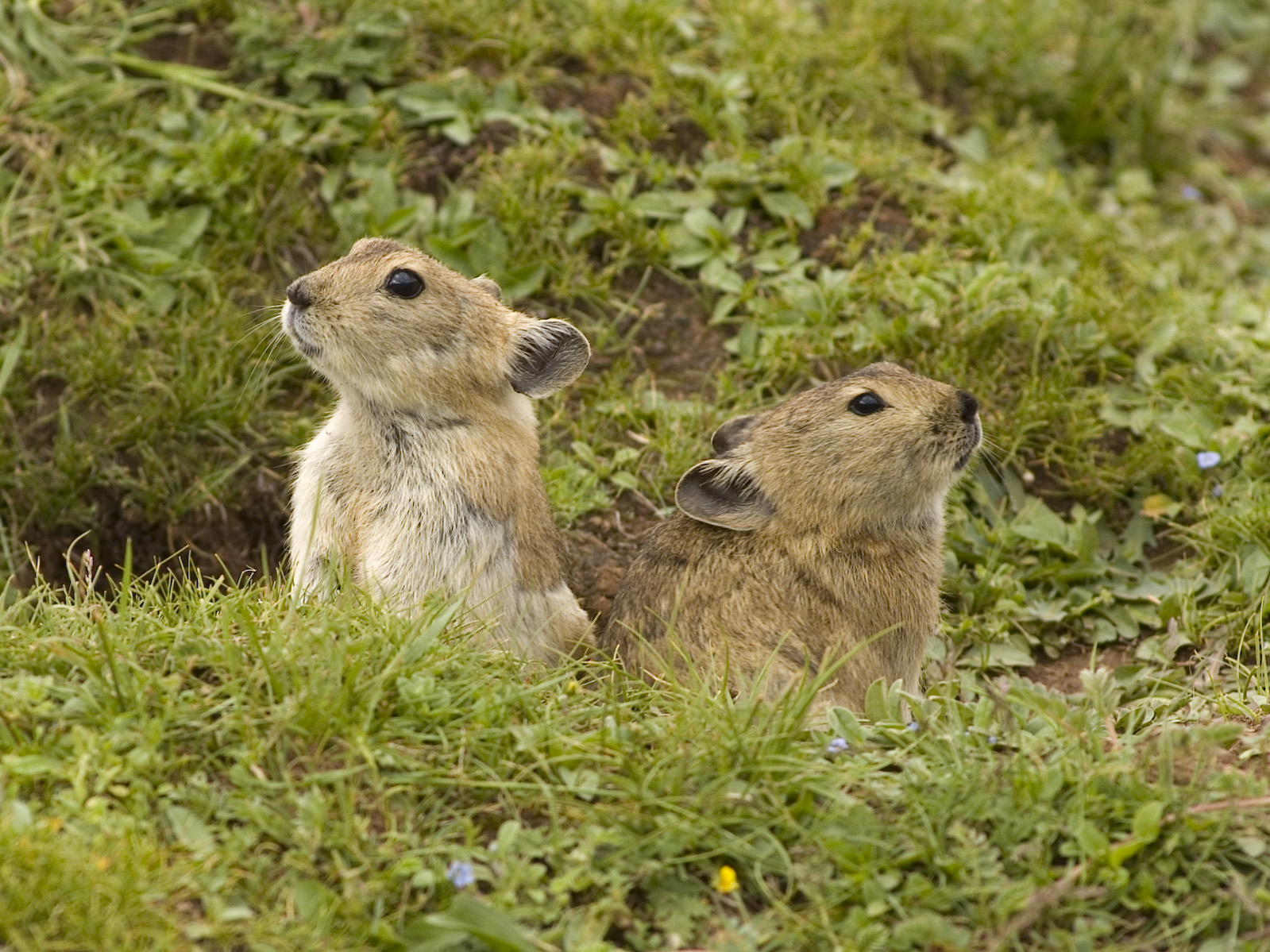
Pfeifhasen in Kham

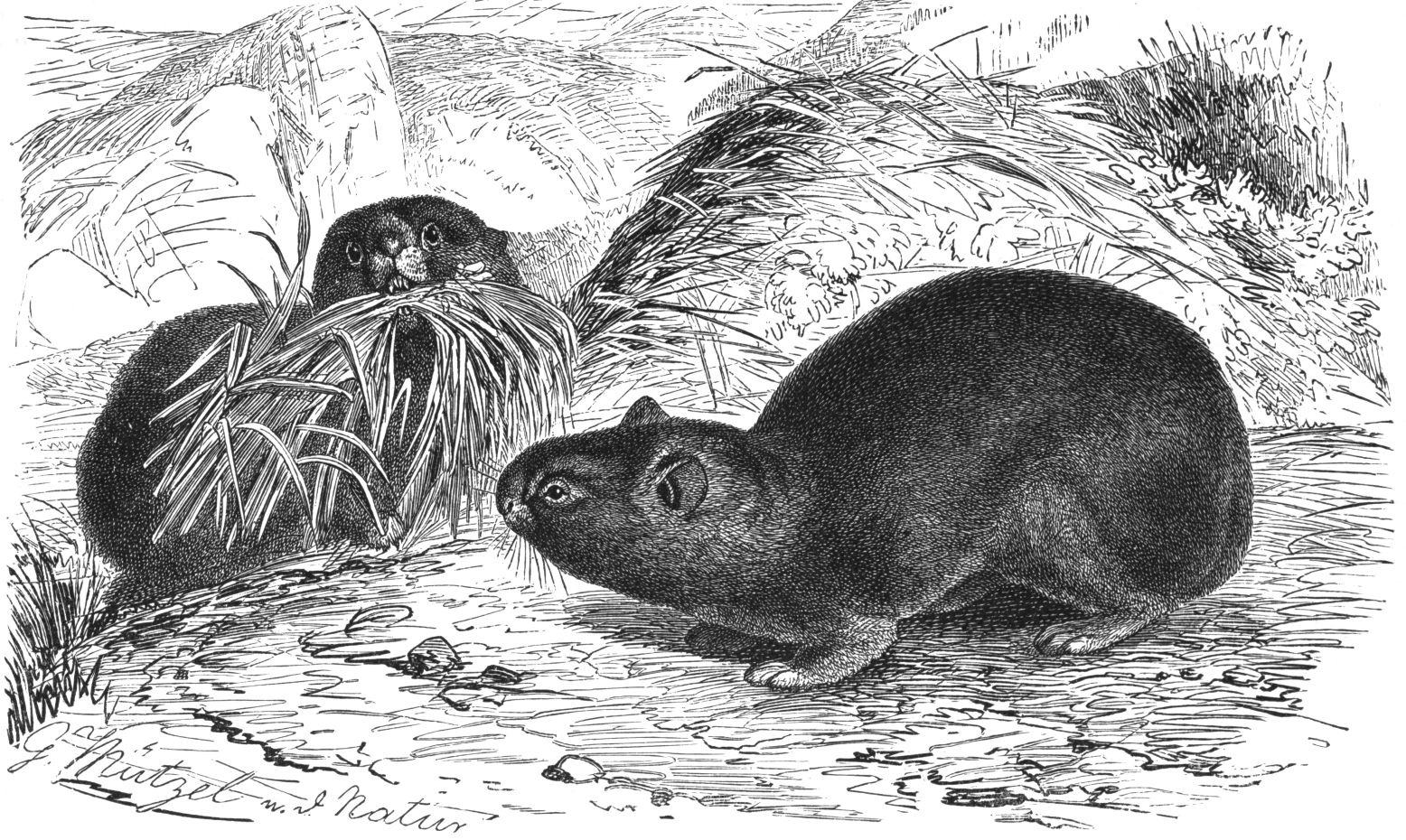
Altai-Pfeifhase (Ochotona alpinus)

Die taxonomische Einordnung und die innere Systematik der Pfeifhasen ist schwierig und veränderte sich über die Zeit mehrfach, was auf die großen Ähnlichkeiten der einzelnen Arten zurückgeführt werden kann. Vor allem in den letzten Jahren wurden teilweise starke Verschiebungen innerhalb der phylogenetischen Systematik der Tiere auf der Basis molekularbiologischer und kraniometrischer Merkmale vorgenommen. Dabei wurden teilweise bereits als etabliert betrachtete Arten mit anderen synonymisiert oder zu Unterarten anderer Arten erklärt, teilweise jedoch auch neue Unterarten und Arten beschrieben.
Die Gattung wird heute in insgesamt etwa 30 lebende Arten unterteilt, wobei der konkrete Artstatus einzelner Arten und auch die Zuordnung und Verteilung von Unterarten sehr stark abhängig von der jeweils betrachteten Quelle ist. Die folgende Systematik orientiert sich dabei an den Darstellungen von Andrei Alexandrowitsch Lissowski in seiner Revision von 2014 und im Handbook of the Mammals of the World von 2016:
- Untergattung Ochotona
  - Gansu-Pfeifhase (Ochotona cansus)
  - Tsing-Ling-Pfeifhase (Ochotona syrinx)
  - Der Schwarzlippige Pfeifhase (Ochotona curzoniae) bewohnt das Hochland von Tibet.
  - Der Daurische Pfeifhase (Ochotona dauurica) ist ebenfalls ein Steppenbewohner. Er lebt in Südostrussland, der Mongolei und Nordchina.
  - Nubra-Pfeifhase (Ochotona nubrica)
  - Der Steppenpfeifhase (Ochotona pusilla) bewohnt Steppen in Russland und Zentralasien. Früher war die Art auch in der Ukraine und im westlichen Russland verbreitet, ist dort aber ausgestorben. Wegen Lebensraumverknappung gilt die Art als gefährdet.
  - Der Afghanistan-Pfeifhase oder Rötliche Pfeifhase (Ochotona rufescens) ist in den Gebirgen Turkmenistans, des Irans und Afghanistans beheimatet.
  - Ochotona sikimaria[8]
  - Moupin-Pfeifhase (Ochotona thibetana)
  - Thomas-Pfeifhase (Ochotona thomasi)
- Untergattung Pika
  - Der Altai-Pfeifhase (Ochotona alpina) bewohnt Gebirgsregionen in Kasachstan, China und Sibirien.
  - Silber-Pfeifhase (Ochotona argentata)
  - Der Alaska-Pfeifhase (Ochotona collaris) lebt im östlichen Alaska und im nordwestlichen Kanada (Yukon, British Columbia).
  - Der Korea-Pfeifhase (Ochotona coreana)
  - Der Hoffmann-Pfeifhase (Ochotona hoffmanni)
  - Der Nördliche Pfeifhase (Ochotona hyperborea) lebt in Sibirien, in Korea und auf der japanischen Insel Hokkaidō
  - Der Mandschurische Pfeifhase (Ochotona mantchurica)
  - Der Kasachstan-Pfeifhase (Ochotona opaca)
  - Mongolischer Pfeifhase (Ochotona pallasi)
  - Der Amerikanische Pfeifhase (Ochotona princeps) bewohnt Gebirgsregionen im südwestlichen Kanada und im Westen der USA.
  - Der Turuchan-Pfeifhase (Ochotona turuchanensis)
- Untergattung Conotha
  - Der Rotohr-Pfeifhase (Ochotona erythrotis)
  - Der Forrest-Pfeifhase (Ochotona forresti)
  - Der Glover-Pfeifhase (Ochotona gloveri)
  - Ili-Pfeifhase (Ochotona iliensis)
  - Der Koslow-Pfeifhase (Ochotona koslowi)
  - Der Ladakh-Pfeifhase (Ochotona ladacensis)
  - Der Großohr-Pfeifhase (Ochotona macrotis)
  - Der Royle-Pfeifhase (Ochotona roylei)
  - Der Rote Pfeifhase (Ochotona rutila)

Wilson & Reeder 2005 unterscheiden neben diesen Arten noch Ochotona huangensis (nach Lissowski 2016 eine Unterart des Daurischen Pfeifhasen), den Muli-Pfeifhasen (Ochotona muliensis; von Lissowski als Synonym des Glover-Pfeifhasen betrachtet) und den Himalaya-Pfeifhasen (Ochotona himalayana; von Lissowski als Synonym des Royle-Pfeifhasen betrachtet). Hinzu kamen der Gaoligong-Pfeifhase (Ochotona gaoligongensis) und der Schwarze Pfeifhase (Ochotona nigritia), die aktuell als Synonyme und Farbvarianten des Forrest-Pfeifhasen betrachtet werden. Ochotona sikimaria, traditionell eine Unterart von Ochotona thibetana, wurde 2016 in den Artstatus erhoben.
Der Sardische Pfeifhase (Prolagus sardus) lebte noch in geschichtlicher Zeit auf Korsika, Sardinien und angrenzenden Inseln. Bejagung und Konkurrenz durch eingeschleppte Tiere dürften die Gründe für das Aussterben dieser Art gewesen sein. Die letzte Sichtung stammt aus dem 18. Jahrhundert. Der Korsische Pfeifhase (früher Prolagus corsicanus) lebte auf Korsika und stellt nach heutiger Ansicht eine Unterart dar.

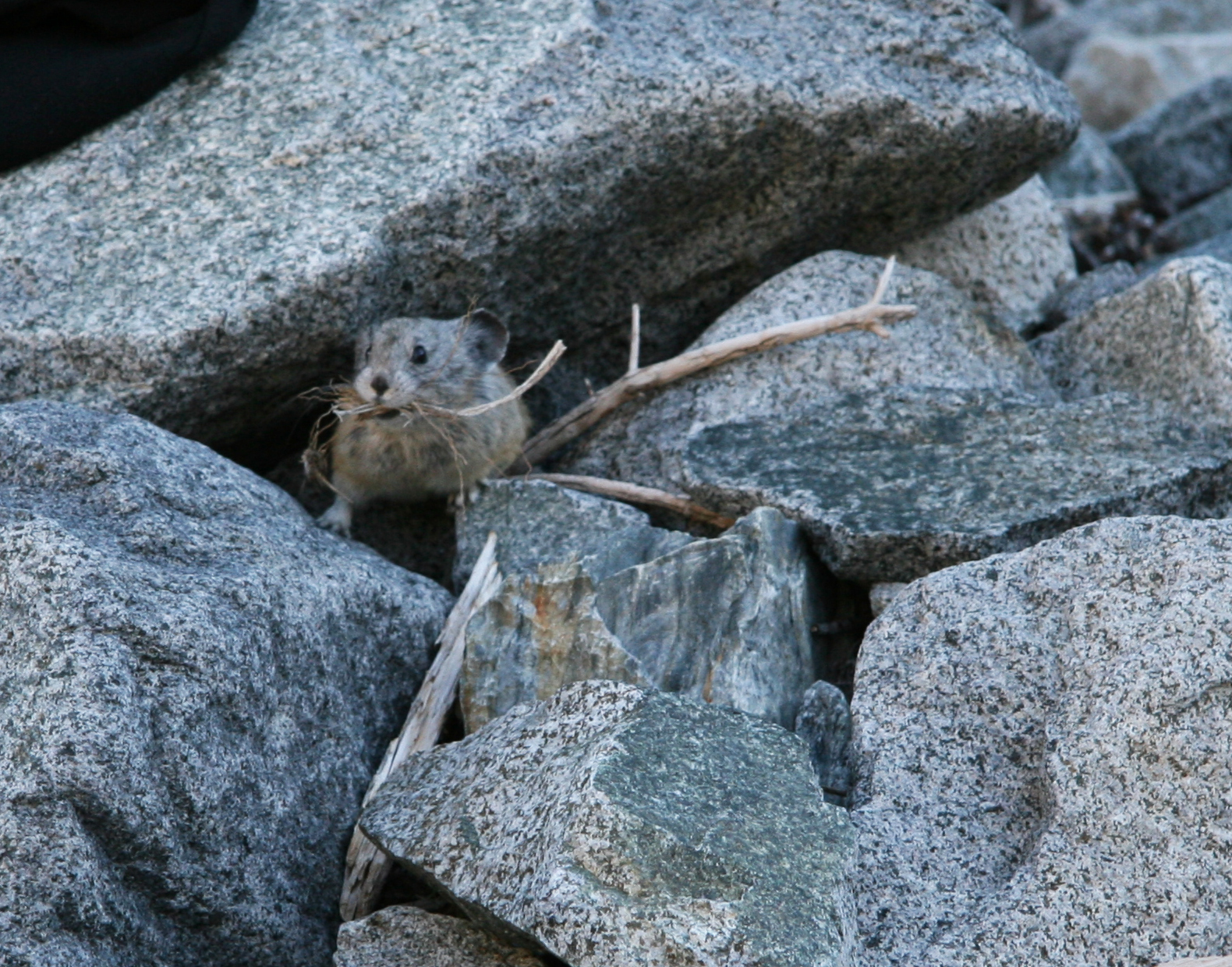
Pfeifhase mit Heu für die Höhle

## Gefährdung und Schutz
Pfeifhasen bewohnen eher abgeschiedene, vom Menschen unberührte Regionen. In Zentralasien und China werden sie manchmal als Plage betrachtet, da sie Felder verwüsten und Bäume anknabbern. Manchmal nehmen Menschen auch ihre Heuvorräte, um sie an ihr Vieh zu verfüttern, was dazu führt, dass viele Tiere verhungern. In manchen Regionen (zum Beispiel in der Ukraine und im westlichen Russland) sind sie ausgestorben, andere Arten sind durch Zersiedlung ihres Lebensraumes selten geworden. Die IUCN listet zwei Arten als bedroht und mehrere andere als gefährdet.

## Belege
1. 1 2 3  Family Ochotonidae, Genu Ochotona. In: Andrew T. Smith, Yan Xie: A Guide to the Mammals of China. Princeton University Press, 2008; S. 275. ISBN 978-0-691-09984-2.
2. ↑  César Laplana, Paloma Sevilla, Juan Luis Arsuaga, Mari Carmen Arriaza, Enrique Baquedano, Alfredo Pérez-González, Nieves López-Martínez: How Far into Europe Did Pikas (Lagomorpha: Ochotonidae) Go during the Pleistocene? New Evidence from Central Iberia. PLOS One, 4. November 2015.  doi:10.1371/journal.pone.0140513.
3. ↑  C.T. Fisher, D.W. Yalden: The steppe pika Ochotona pusilla in Britain, and a new northerly record. Mammal Review, 23. November 2004. doi:10.1111/j.1365-2907.2004.00052.x.
4. ↑  Proceedings of the Natural Academy of Sciences 118, e2100707118 (2021), zitiert nach Science 373, 6555, S. 658 (6. August 2021) Digitalisat
5. 1 2  
Don E. Wilson & DeeAnn M. Reeder (Hrsg.): Ochotonidae in Mammal Species of the World. A Taxonomic and Geographic Reference (3rd ed).
6. 1 2 3 4  
A.A. Lissovsky: Ochotona. In: Don E. Wilson, T.E. Lacher, Jr., Russell A. Mittermeier (Hrsg.): Handbook of the Mammals of the World: Lagomorphs and Rodents 1. (HMW, Band 6), Lynx Edicions, Barcelona 2016; S. 47 ff. ISBN 978-84-941892-3-4
7. ↑  
Andrey A. Lissovsky: Taxonomic revision of pikas Ochotona (Lagomorpha, Mammalia) at the species level. In: Mammalia 2014; 78(2): 199–216. doi:10.1515/mammalia-2012-0134
8. 1 2  
N. Dahal, A.A. Lissovsky, Z. Lin, K. Solari, E.A. Hadly, X. Zhan, U. Ramakrishnan: Genetics, morphology and ecology reveal a cryptic pika lineage in the Sikkim Himalaya. Molecular Phylogenetics and Evolution 106, 2016; S. 55–60. doi:10.1016/j.ympev.2016.09.015